# Explorer 11
Explorer 11 (známá také jako S15) byla americká orbitální sonda, kterou vynesla raketa Juno II 27. dubna 1961 a odesílala data až do 17. listopadu téhož roku, kdy misi ukončily problémy s napájením. Družice byla určena k mapování vesmírných zdrojů záření gama.